# Râul Antietam
Râul Antietam este un afluent de 67,1 km lungime, al râului Potomac situat în zona central-sudică a Pennsylvaniei și în vestul statului Maryland din Statele Unite ale Americii, regiune cunoscută drept valea Hagerstown⁠(d). Pârâul a devenit celebru ca punct focal al bătăliei de pe Antietam în timpul Războiului Civil American.

## Geografie
Cursul de apă se formează în comitatul Franklin, Pennsylvania, la confluența dintre ramurile estică și vestică ale Antietamului, la circa 3,7 km sud de Waynesboro⁠(d). Podul Moara lui Welty⁠(d) traversează ramura esticăa Antietamului Mic în orașul Washington⁠(d) din comitatul Franklin, Pennsylvania. Cursul de apă merge cale de aproximativ 800 m și apoi intrară în comitatul Washington, Maryland. Cursul continuă spre sud pe o rută meandrată, și se varsă în Potomac la sud de Sharpsburg⁠(d) la aproximativ 80 km în amonte de Washington.
Bazinul hidrografic are 750 km² și include părți din comitatele Franklin (106 km²) și Washington (185 km²).:3 Principalii afluenți din Pennsylvania sunt ramurile sale de est și de vest, Red Run și Falls Creek. Principalii afluenți din Maryland sunt Antietamul Mic, Beaver Creek, și Marsh Run. Printre comunitățile din bazin se numără Waynesboro din Pennsylvania; și Boonsboro⁠(d), Funkstown⁠(d), Hagerstown⁠(d), Mount Aetna⁠(d), Sharpsburg și Smithsburg⁠(d) în Maryland.

## Istoria

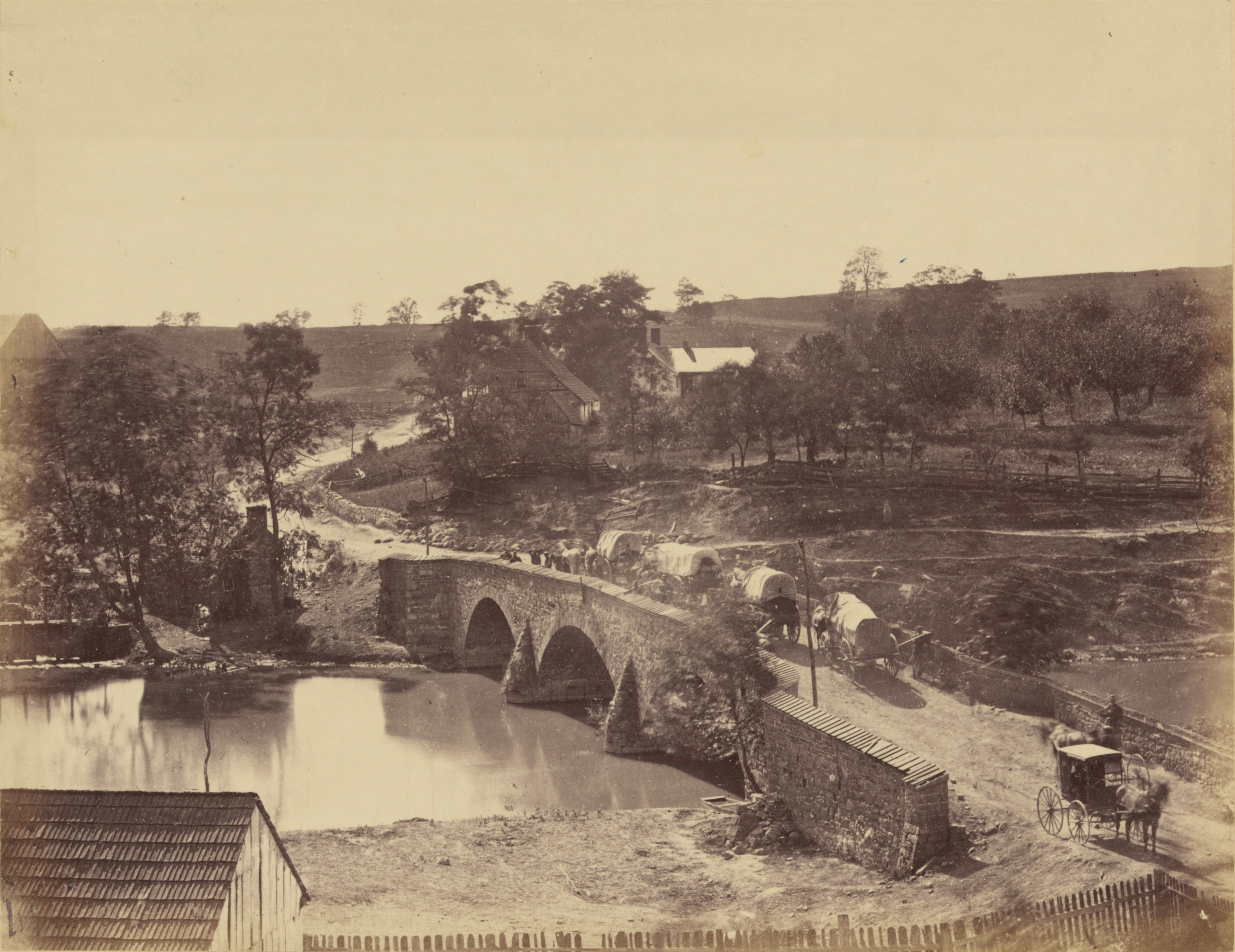
Podul din mijloc peste Antietam, lângă Sharpsburg, fotografiat în septembrie 1862

Se crede că termenul „Antietam”  derivă de la o expresie algonquiană⁠(d) care înseamnă „râu cu curgere bruscă”.
Pârâul este remarcat pentru numeroasele poduri în arc din piatră bine conservate, datând din secolul al XIX-lea care încă traversează pârâul, dintre care cel mai renumit este Podul lui Burnside⁠(d) de 38 m din Câmpul Național de Luptă Antietam⁠(d).
Pârâul a reprezentat o importantă caracteristică topografică în bătălia de pe Antietam sau de la Sharpsburg, din 17 septembrie 1862, în apropiere de gura de vărsare a pârâului. Podul lui Burnside a devenit un obiectiv major al luptei, când forțele Uniunii⁠(d), sub comanda generalului Ambrose Burnside, au încercat repetat să captureze podul de la forțele confederate⁠(d) care păzeau trecerea de pe un deal înalt cu vedere la pârâu. Ziua luptei este cunoscută ca „ziua când pârâul Antietam a curs roșu” din cauza sângelui miilor de victime amestecat cu apele pârâului. Ambele părți au pierdut aproximativ un sfert din efective dar, deși generalul McClellan a refuzat să-și continue atacurile, el a fost o victorie tactică a Uniunii, deoarece Lee a fost nevoit să se retragă din Maryland.

## Dezvoltarea și problemele de calitatea apei
Majoritatea bazinului hidrografic este de natură relativ rurală, dar zona din jurul Hagerstownului este amenințată de expansiunea urbană⁠(d). Zona este și foarte intensiv cultivată, deșeurile de la ferme produc îngrijorări cu privire la calitatea apei. Departamentul de Mediu al statului Maryland (MDE) a identificat deșeurile agricole ca cea mai mare sursă de sedimente (sol afânat) din Antietam și din afluenții săi. Cea de-a doua cea mai mare sursă o constituie apele uzate urbane⁠(d).:11 MDE recomandă fermierilor să implementeze  practici de bun management⁠(d) pe terenurile lor pentru a controla scurgerile, cum ar fi instalarea de zone-tampon riverane⁠(d).:34